# 옐로우스톤 (드라마)
《옐로우스톤》(영어: Yellowstone)은 파라마운트 네트워크에서 2018년 6월부터 2024년 12월 15일까지 방영한 미국의 네오웨스턴 드라마 텔레비전 시리즈이다.
2023년 제80회 골든 글로브상에서 케빈 코스트너가 텔레비전 드라마 시리즈 부문 남우주연상을 수상하였다.
프리퀄로 미니시리즈 《1883》(2021), 텔레비전 시리즈 《1923》(2022-25)이 있으며 파생작인 텔레비전 시리즈 《더 매디슨》(The Madison)이 제작 중이다.

## 개요
몬태나주 최대 소 방목장 "옐로스톤 더턴 목장"을 경영하는 더턴가가 경계를 접하고 있는 "브로큰 록 원주민 보호구역"과 "옐로스톤 국립공원", 그리고 이들 지역에 공항 건설 등 상업 개발을 하려고 땅을 노리는 토지 개발업자들과 겪는 갈등과 음모를 그린다.

## 출연진
메인
| 배우                 | 배역                                 | 시즌      | 시즌      | 시즌      | 시즌      | 시즌      |
| 배우                 | 배역                                 | 1         | 2         | 3         | 4         | 5         |
| -------------------- | ------------------------------------ | --------- | --------- | --------- | --------- | --------- |
| 케빈 코스트너        | 존 더턴 3세                          | 메인      | 메인      | 메인      | 메인      | 메인      |
| 루크 그라임스        | 케이시 더턴                          | 메인      | 메인      | 메인      | 메인      | 메인      |
| 켈리 라일리          | 베서니 "베스" 더턴                   | 메인      | 메인      | 메인      | 메인      | 메인      |
| 웨스 벤틀리          | 제임스 마이클 "제이미" 더턴          | 메인      | 메인      | 메인      | 메인      | 메인      |
| 콜 하우저            | 립 휠러                              | 메인      | 메인      | 메인      | 메인      | 메인      |
| 켈시 애즈빌          | 모니카 롱 더턴                       | 메인      | 메인      | 메인      | 메인      | 메인      |
| 브레킨 메릴          | 테이트 더턴                          | 메인      | 메인      | 메인      | 메인      | 메인      |
| 제퍼슨 화이트        | 지미 허드스트럼                      | 메인      | 메인      | 메인      | 메인      | 메인      |
| 대니 휴스턴          | 댄 젱킨스                            | 메인      | 메인      | 출연 없음 | 출연 없음 | 출연 없음 |
| 길 버밍햄            | 토머스 레인워터 원주민 부족 경찰서장 | 메인      | 메인      | 메인      | 메인      | 메인      |
| 포리 J. 스미스       | 로이드 피어스                        | 리커링    | 리커링    | 메인      | 메인      | 메인      |
| 데님 리처즈          | 콜비 메이필드                        | 리커링    | 리커링    | 메인      | 메인      | 메인      |
| 이언 보언            | 라이언                               | 리커링    | 리커링    | 리커링    | 메인      | 메인      |
| 라이언 빙엄          | 워커                                 | 리커링    | 리커링    | 리커링    | 메인      | 메인      |
| 핀 리틀              | 카터                                 | 출연 없음 | 출연 없음 | 출연 없음 | 메인      | 메인      |
| 웬디 모니즈          | 리넬 페리 주지사                     | 리커링    | 게스트    | 리커링    | 게스트    | 메인      |
| 제니퍼 랜던          | 티터                                 | 출연 없음 | 출연 없음 | 리커링    | 리커링    | 메인      |
| 캐스린 켈리          | 에밀리                               | 출연 없음 | 출연 없음 | 출연 없음 | 리커링    | 메인      |
| 모지스 브링스 플랜티 | 모                                   | 리커링    | 리커링    | 리커링    | 리커링    | 메인      |